# Secretly Canadian
Secretly Canadian är ett amerikanskt skivbolag baserat i Bloomington, Indiana. Bolaget grundades 1996 av Chris and Ben Swanson, Eric Weddle, and Jonathan Cargill. Secretly Canadian har bland annat släppt skivor med The War on Drugs, Jens Lekman, jj, Antony and the Johnsons, Frida Hyvönen, Damien Jurado, Songs: Ohia och I Love You But I've Chosen Darkness.
St. Ives är ett skivmärke vid Secretly Canadian som bland annat gav ut albumet Hollinndagain.

## Artister
- Alasdair Roberts
- Alex Cameron
- Anohni
- Antony and the Johnsons
- Ativin
- Ben Abraham
- BLK JKS
- Bobb Trimble
- Bodies of Water
- Catfish Haven
- Cayucas
- Cherry Glazerr
- Damien Jurado
- Danielson
- Dave Fischoff
- David Vandervelde
- Don Lennon
- Dungeonesse
- Early Day Miners
- Electric Youth
- Exitmusic
- Faye Webster
- Foreign Born
- Frida Hyvönen
- Gardens & Villa
- Havergal
- The Horns of Happiness
- I Love You But I've Chosen Darkness
- The Impossible Shapes
- Instruments of Science & Technology
- Intro to Airlift
- Jason Molina
- The Japonize Elephants
- Jens Lekman
- jj
- Joey Dosik
- Jorma Whittaker
- June Panic
- Little Scream
- Luke Temple
- Magnolia Electric Co.
- Major Lazer
- Makeness
- Marmoset
- Molina and Johnson
- Music Go Music
- Nightlands
- Nikki Sudden & The Jacobites
- Nite Jewel
- Normanoak
- The Panoply Academy
- Porcelain Raft
- Porridge Radio
- Racebannon
- Richard Swift
- Scout Niblett
- serpentwithfeet
- She-Devils
- Shura
- Simon Joyner
- Songs: Ohia
- Stella Donnelly
- Steven A. Clark
- Suuns
- Suzanne Langille & Loren MazzaCane Connors
- Swearing at Motorists
- Swell Maps
- Taken By Trees
- Throw Me The Statue
- Tig Notaro
- Tomas Barfod
- Tren Brothers
- The War on Drugs
- Whitney
- Windsor for the Derby
- Woman's Hour
- Yeasayer
- Yoko Ono
- Zero Boys

## Källhänvisningar
1. ↑  Di, Jakki. New Weird America: Freak Folk / Psych / Outsider Music. sid. 28